# دوم كروسبي
دوم كروسبي (بالإنجليزية: Dom Crosby)‏ هو لاعب دوري الرغبي بريطاني، ولد في 11 ديسمبر 1990 في ويغان في المملكة المتحدة.